# عبدالرحمن‌لار، جرمنسیک
عبدالرحمن‌لار، جرمنسیک (به لاتین: Abdurrahmanlar, Germencik) یک  Köy  در ترکیه با جمعیت ۱۷۴ نفر است که در aydın province واقع شده‌است.